# Atletiek op de Paralympische Zomerspelen 2024 - Kogelstoten mannen F41
Het Kogelstoten voor mannen klasse F41 op de Paralympische Zomerspelen 2024 vond plaats op 2 september in het Stade de France. Deze klasse is voor atleten met een groeistoornis, stahoogte en armlengte van de atleet bij elkaar opgeteld is 200 centimeter of minder. De winnaar van 2020 was Bobirjon Omonov uit Oezbekistan, die in 2024 zijn titel wist te prolongeren, het zilver was voor de Duitser Niko Kappel en de Chinees Huang Jun won de bronzen medaille.

## Records
Voorafgaand aan het toernooi waren dit het wereldrecord en het Paralympisch record.
| Wereldrecord        | Duitsland Niko Kappel       | 15.07 | Hechingen | 9 mei 2024       |
| Paralympisch record | Oezbekistan Bobirjon Omonov | 14.06 | Tokio     | 30 augustus 2021 |

## Uitslag
| Rang   | Atleet          | Atleet | #1    | #2    | #3    | #4    | #5    | #6    | Resultaat | Bijz. |
| ------ | --------------- | ------ | ----- | ----- | ----- | ----- | ----- | ----- | --------- | ----- |
| Goud   | Bobirjon Omonov | UZB    | 13.55 | 14.32 | 13.33 | 13.23 | 13.99 | x     | 14.32     | PR    |
| Zilver | Niko Kappel     | GER    | 13.74 | 13.29 | 13.58 | x     | x     | x     | 13.74     |       |
| Brons  | Huang Jun       | CHN    | 11.20 | 11.27 | x     | x     | 11.54 | 11.66 | 11.66     |       |
| 4      | Xia Zhiwei      | CHN    | 11.55 | 11.4  | 11.46 | 11.09 | 11.52 | 11.57 | 11.57     |       |
| 5      | Jisong Jung     | KOR    | 10.72 | x     | 10.08 | 10.07 | 9.55  | 10.46 | 10.72     |       |
| 6      | Kah Michel Ye   | CIV    | 10.42 | 10.3  | 9.88  | 10.34 | 10.39 | 10.46 | 10.46     |       |
| 7      | Sun Pengxiang   | CHN    | 10.37 | 10.11 | 9.94  | 10.14 | x     | x     | 10.37     |       |